# Fritch (Teksas)
Fritch je grad u američkoj saveznoj državi Teksas. Prema popisu stanovništva iz 2010. u njemu je živjelo 2.117 stanovnika.